# Tağaverd
Tağaverd est un village d'Azerbaïdjan faisant partie du raion de Khojavend, ou Taghavard (en arménien : Թաղավարդ) lorsqu'elle fut une communauté rurale de la région de Martouni, au Haut-Karabagh. La population s'élevait à 1 315 habitants en 2005.

## Histoire
Lors de la guerre du Haut-Karabagh, le village est pris par les forces arméniennes en 1992 et intégré à la province de Martouni de la république autoproclamée du Haut-Karabagh.
Le 9 novembre 2020, lors de la deuxième guerre du Haut-Karabagh, l'armée azerbaïdjanaise annonce avoir repris le contrôle du village. L'information est ensuite confirmée par les autorités arméniennes.